# Myrmecaelurus werneri
Myrmecaelurus werneri är en insektsart som beskrevs av František Klapálek 1914. Myrmecaelurus werneri ingår i släktet Myrmecaelurus och familjen myrlejonsländor. Inga underarter finns listade i Catalogue of Life.